# Гарси, Хосе Луис
Хосе Луис Гарси (исп. José Luis Garci; род. 20 января 1944, Мадрид) — испанский кинорежиссёр
, сценарист, кинопродюсер, актёр, писатель, кинокритик и телеведущий.

## Биография
Наиболее известен как режиссёр фильма «Начать сначала», который в 1983 году получил премию «Оскар» за лучший фильм на иностранном языке. Ещё три его фильма, «Этот период в жизни продолжается» (1984), «Сданный экзамен» (1987) и «Дедушка» (1997) были номинированы на «Оскар». В Испании за фильм «Сданный экзамен» получил премию «Гойя» за лучшую режиссуру.